# Tychowo (công xã)
Gmina Tychowo là một Gmina đô thị-nông thôn (quận hành chính) ở quận Białogard, West Pomeranian Voivodeship, ở phía tây bắc Ba Lan. Khu hành chính của nó là thị trấn Tychowo, nằm khoảng 20 kilômét (12 mi) về phía đông nam của Białogard và 125 km (78 mi) về phía đông bắc của thủ đô khu vực Szczecin.
Gmina có diện tích 350,69 kilômét vuông (135,4 dặm vuông Anh)     và tính đến năm 2006, tổng dân số của nó là 6,976. Trước ngày 1 tháng 1 năm 2010, khi Tychowo trở thành một Gmina, huyện được xếp vào loại Gmina nông thôn.

## Làng
Ngoài thị trấnTychowo, các Gmina chứa các làng và các khu định cư của Anin, Bąbnica, Borzysław, Borzysław-Kolonia, Buczki, Bukówko, Bukowo, Czarnkowo, Doble, Dobrochy, Dobrówko, Dobrowo, Drzonowo Białogardzkie, Dzięciołowo, Giżałki, Głuszyna, Kikowo, Kościanka, Kowalki, Krosinko, Liśnica, Modrolas, Motarzyn, Nowe debno, Osówko, Pobądz, Podborsko, Radzewo, Retowo, Rozłazino, Rudno, Sadkowo, Skarzewice, Sławomierz, Słonino, Smęcino, Solno, Stare debno, Trzebiec, Trzebiszyn, Tychówko, Tyczewo, Ujazd, Warnino, Wełdkówko, Wełdkowo, Wicewo, Zaspy Wielkie, Zastawa và ukówek.

## Gmina lân cận
Gmina Tychowo giáp với các Gmina của Barwice, Białogard, Bobolice, Grzmiąca, Połczyn-Zdrój và wieszyno.